# Élections fédérales canadiennes de 1993
 (juillet 2011).
Si vous disposez d'ouvrages ou d'articles de référence ou si vous connaissez des sites web de qualité traitant du thème abordé ici, merci de compléter l'article en donnant les références utiles à sa vérifiabilité et en les liant à la section « Notes et références ».
Les élections fédérales canadiennes de 1993, 35e élection générale depuis la Confédération du Canada, ont lieu le 25 octobre 1993 afin d'élire les députés de la 35e législature de la Chambre des communes du Canada. Quatorze partis sont en compétition pour les 295 sièges qui sont à pourvoir. Elle est l'une des élections les plus mouvementées de l'histoire du Canada, plus de la moitié des électeurs ayant changé le parti pour lequel ils votent depuis l'élection de 1988.
L'élection est déclenchée par la nouvelle cheffe du Parti progressiste-conservateur, la première ministre Kim Campbell, vers la fin de son mandat. Malgré l'héritage impopulaire des années de Brian Mulroney, les conservateurs connaissent un mieux dans les sondages avant le déclenchement de l'élection et les intentions de vote en leur faveur s'approchent de celles du Parti libéral lorsque le coup d'envoi est donné. Toutefois, cette embellie ne dure pas, et les conservateurs connaissent la pire défaite pour un parti gouvernant dans l'histoire du Canada, perdant la moitié des votes qu'ils avaient recueillis en 1988 et conserveront seulement 2 sièges sur les 151 qu'ils détenaient. Les progressistes-conservateurs ne retrouveront jamais le statut de force politique canadienne, et le parti est finalement dissous en 2003.
Les libéraux, menés par Jean Chrétien, remportent une forte majorité aux Communes et forment le  gouvernement suivant. Le troisième parti traditionnel, le Nouveau Parti démocratique, s'effondre, récoltant seulement neuf sièges après avoir connu les meilleurs résultats de son histoire lors de l'élection précédente. Deux nouveaux partis émergent lors de cette élection. Le Bloc québécois, souverainiste, remporte plus du deux tiers des sièges au Québec et devient l'opposition officielle, tandis que le Parti réformiste du Canada, basé à l'Ouest, remporte presque autant de sièges. Le Bloc québécois avait été fondé seulement trois ans auparavant, et disputait sa première élection.

## Contexte historique

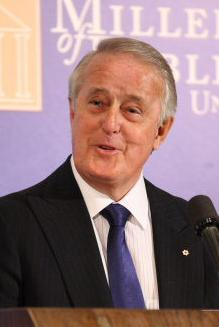
Brian Mulroney

Le Parti libéral a dominé la politique canadienne la majeure partie du XXe siècle. Entre 1896 et 1984, il ne sera dans l'opposition que 22 années. Les conservateurs n'ont réussi à former un gouvernement qu'à cinq reprises durant cette période.
En 1984, toutefois, Brian Mulroney récolte le plus grand nombre de sièges et la plus grosse majorité dans l'histoire canadienne, remportant une majorité des circonscriptions dans chaque province. La percée des conservateurs au Québec est d'une importance particulière ; en effet, le parti avait été pratiquement incapable de s'y faire élire pendant la majeure partie du XXe siècle. Entre 1896 et 1984, les conservateurs ne sont parvenus à remporter une majorité de sièges dans cette province qu'une seule fois, lors du raz-de-marée de l'élection de 1958. Le gouvernement de Mulroney s'est appuyé sur une « Grande coalition » de populistes socialement conservateurs de l'Ouest canadien, de conservateurs économiques du Canada atlantique et de l'Ontario, et de nationalistes québécois.
Mulroney est réélu en 1988, avec une majorité réduite. L'enjeu presque unique de cette élection est l'accord de libre-échange avec les États-Unis. Au cours des cinq années suivantes, la popularité de Mulroney et de son parti s'effondre. La récession des années 1980 fait beaucoup de mal à l'économie canadienne ; le chômage augmente de façon dramatique, et le déficit budgétaire du gouvernement fédéral ne cesse de croître. Lorsque les conservateurs prennent le pouvoir en 1984, le déficit fédéral se situe au niveau sans précédent de 35,5 milliards $. Malgré les promesses de le réduire, le déficit dépasse les 40 milliards $ en 1993. La dette fédérale a également grimpé à 500 milliards $. Mulroney tente de restaurer l'équilibre fiscal en introduisant la taxe sur les produits et services, qui s'avère très impopulaire.
Mulroney avait également promis de modifier le statu quo constitutionnel en faveur d'une autonomie provinciale accrue. Il s'agissait d'une des raisons les plus importantes du soutien dont il jouissait au Québec. Il tente de modifier la constitution à deux reprises :
- L'accord du lac Meech échoue lorsque les assemblées législatives de Terre-Neuve-et-Labrador et du Manitoba ne votent pas sur l'accord avant la date d'échéance prévue.
- L'accord de Charlottetown est défait sans ambiguïté lors d'un référendum à la grandeur du pays sur la question en 1992.

Le gouvernement de Mulroney est également handicapé par une série de scandales, majeurs et mineurs.
Ces facteurs contribuent tous à faire de Mulroney, en 1993, le chef le plus impopulaire depuis le début des sondages d'opinion dans les années 1940. En 1991, la popularité du Parti progressiste-conservateur atteint un plancher record de 15 %. Mulroney annonce sa démission en tant que chef du parti en février 1993. Plusieurs membres importants du conseil des ministres décident de ne pas être candidat à sa succession, mais Kim Campbell, ministre de la Défense, se lance et devient rapidement la meneuse dans la course pour succéder à Mulroney en tant que chef du parti et première ministre. Malgré une candidature vigoureuse de Jean Charest, ministre de l'environnement, Campbell est élue lors du congrès de juin 1993 et devient la première femme première ministre du Canada.
Les autres partis traditionnels ne sont pas non plus en bel état. Après un résultat décevant lors de l'élection de 1988, John Turner démissionne. Les libéraux sélectionnent Jean Chrétien, un politicien de longue date, en 1990 pour diriger leur parti, mais la campagne au leadership contre Paul Martin crée de profondes divisions, et Chrétien est impopulaire, surtout au Québec où son opposition à l'accord du lac Meech le dessert.
Le Nouveau Parti démocratique (NPD) avait remporté un nombre records de 43 sièges en 1988, et ses appuis continuent de croitre dans les années suivantes. À un moment donné, il est même en tête des sondages, ce qui contribue à donner la victoire au NPD au niveau provincial. En 1990, une victoire surprise de Bob Rae mène son parti au pouvoir en Ontario. La même année, le candidat NPD Phil Edmonston remporte l'élection partielle de Chambly au Québec, remportant ainsi son tout premier siège dans cette province. L'année suivante, sous la direction de Michael Harcourt, les néo-démocrates sont élus au gouvernement en Colombie-Britannique. En quelques années, toutefois, ces deux gouvernements deviennent très impopulaires, et la popularité du NPD fédéral tombe en conséquence. Lors du référendum de 1992 sur l'accord de Charlottetown, le parti s'aligne avec les conservateurs et les libéraux en défense de l'accord, un écart de leur position traditionnelle de fédéralistes centralisateurs.
La grande différence entre l'élection de 1988 et celle de 1993 est l'émergence de deux nouveaux partis. Après l'échec de l'accord du lac Meech, Lucien Bouchard forme le Bloc québécois avec un groupe de députés progressistes-conservateurs et libéraux. Le parti gagne très rapidement l'appui des souverainistes québécois ainsi qu'un accès à la machine électorale du Parti québécois provincial. En 1990, Gilles Duceppe remporte une élection partielle, devenant le premier député élu sous la bannière du Bloc ; au cours de la période précédent l'élection, le Bloc trône dans les sondages comme le parti le plus populaire au Québec.
Le Parti réformiste du Canada est un parti populiste de l'Ouest canadien mené par Preston Manning, fils de l'ancien premier ministre albertain Ernest Manning. Il fait campagne avec le slogan The West Wants In. Le Parti réformiste avait présenté des candidats en 1988, mais sans remporter de sièges, et n'a eu qu'un impact minimal. Dans les années qui suivent, la protestation s'amplifie dans l'Ouest contre Mulroney à cause de sa préoccupation pour le Québec, et les libéraux sont toujours aussi impopulaires. Le Parti réformiste s'attire également des appuis du NPD, le véhicule traditionnel du mécontentement de l'Ouest. Malgré les différences idéologiques flagrantes, le populisme des réformistes touche une corde sensible chez bien des électeurs néo-démocrates. En 1989, Deborah Grey remporte une élection partielle dans une circonscription de la région d'Edmonton, devenant la première députée réformiste à siéger aux communes. À mesure que l'appui aux conservateurs s'effondre au cours des quatre années suivantes, l'appui au Parti réformiste augmente et dépasse presque celui des tories. Il est évident que la « grande coalition » de Mulroney était sur le point de s'effondrer.

## Campagne

### Précampagne
Une élection devait être déclenchée à l'automne 1993 étant donné que le mandat de la 34e législature allait expirer en septembre. Campbell mène une campagne intensive au cours de l'été, faisant une tournée du pays et assistant à des barbecues et d'autres évènements. À la fin de l'été, sa popularité personnelle avait augmenté considérablement, dépassant de loin celle de Chrétien. Les appuis au Parti progressiste-conservateur vont également en augmentant, se situant seulement à quelques points derrière les libéraux, tandis que le Parti réformiste est relégué sous la barre des 10 %.
Campbell demande au gouverneur général Ray Hnatyshyn de dissoudre la législature le 8 septembre, quelques semaines seulement avant la date d'expiration automatique du mandat. Hnatyshyn accepte la demande conformément à la pratique constitutionnelle canadienne, et déclenche une campagne électorale d'une durée de sept semaines. Les actions de Mulroney reviendraient hanter la campagne des conservateurs. Avant de quitter son poste, il s'était offert une luxueuse tournée d'adieu internationale aux frais des contribuables. Il avait également pris beaucoup de temps avant de céder le pouvoir à Campbell après avoir annoncé sa démission. Cette dernière décision freine sérieusement la campagne conservatrice ; lorsque Campbell prend enfin le pouvoir, il ne reste que deux mois et demi avant la fin du mandat de cinq ans des tories. Campbell ne dispose pratiquement pas de temps pour rattraper les libéraux une fois l'effet de sa popularité personnelle estompée.
À la cérémonie à Rideau Hall, Campbell fait la première de ce qui allait devenir une série de commentaires qui minent sa campagne. Lors de la course à l'investiture du Parti progressiste-conservateur, la franchise et l'honnêteté de Campbell étaient considérées comme des atouts importants et un contraste rafraîchissant avec le style très soigné de Mulroney. Toutefois, durant la campagne, Campbell fait plusieurs commentaires qui causent des problèmes pour le parti. À la cérémonie de Rideau Hall, elle déclare aux journalistes qu'il est peu probable que le déficit et les taux de chômage soient réduits de manière importante avant la fin du siècle. Plus tard dans la campagne, elle déclare que 47 jours ne sont pas suffisants pour discuter de la réforme majeure de la politique sociale dont elle estime que le Canada a besoin. Malheureusement pour Campbell, un journaliste raccourcit la citation pour écrire : « une élection n'est pas le moment de discuter d'enjeux importants ».

### Progressistes-conservateurs
La campagne progressiste-conservatrice est dirigée par le président de campagne John Tory et le stratège principal Allan Gregg, tous deux loyalistes de Mulroney avec beaucoup d'expérience. C'est la campagne la mieux financée, mais elle rencontre rapidement des problèmes d'organisation. Le parti néglige de transmettre la documentation aux campagnes locales, forçant tous les candidats progressistes-conservateurs à imprimer leur propre matériel et empêchant ainsi le parti de transmettre un message cohérent. La campagne conservatrice se concentre sur trois enjeux principaux : la création d'emplois, la réduction du déficit et l'amélioration de la qualité de vie. Toutefois, la crédibilité du parti est quasiment nulle sur les deux premiers, puisque durant leur temps au pouvoir le chômage et le déficit avaient tous deux augmenté de façon considérable. Le parti éprouve également une réticence à proposer de nouveaux programmes sociaux, puisqu'ils doivent s'attirer les nationalistes québécois qui s'opposent à l'intervention du gouvernement fédéral, et les conservateurs de l'ouest qui s'opposent à l'interventionnisme gouvernemental en général.

### Libéraux
Les libéraux préparaient leur campagne depuis longtemps. Ils avaient amassé des fonds substantiels pour la campagne, presque aussi importants que ceux des tories. Le 19 septembre, les libéraux rendent publique leur plateforme en entier, rapidement surnommée le « livre rouge » par les médias. Le document donne une description détaillée de tout ce que ferait un gouvernement libéral une fois au pouvoir. Le document est le produit de plusieurs années d'efforts, ce qui est sans précédent pour un parti canadien. Plusieurs jours plus tard, les conservateurs lancent leur propre plateforme élaborée à la hâte, mais les libéraux avaient déjà acquis la réputation du parti des idées. Les libéraux sont également bien organisés et contrôlent leur message, contrairement à la campagne progressiste-conservatrice, qualifiée le 25 septembre de « campagne la plus incompétente de l'histoire politique moderne » par le Globe and Mail.

### Réformistes
Le Parti réformiste dispose de peu d'argent et de ressources, mais avait développé un vaste réseau d'appui populaire à travers l'Ouest et l'Ontario. Le manque de fonds des réformistes les obligent à voyager en classe économique, à dormir dans des hôtels peu dispendieux et de manger des repas maison ; toutefois, ceci contribue à les rendre sympathiques auprès des conservateurs fiscaux. La campagne est dirigée par le professionnel Rick Anderson. Certains réformistes sont mécontents de la nomination de cet ancien libéral, bien au fait des rouages de la capitale canadienne, au poste de directeur de la campagne, mais il prouve rapidement sa compétence.
Le Parti réformiste se trouve aux prises avec la controverse lorsque John Beck, un candidat de la région de Toronto, fait une série de déclarations hostiles aux immigrants lors d'une entrevue avec Excalibur, le journal étudiant de l'Université York. Preston Manning est confronté par les étudiants de York qui lui montrent les déclarations de Beck ; en moins d'une heure, Beck est forcé de retirer sa candidature.

### Débats des chefs
Au cours de la campagne, le soutien aux conservateurs migre vers les autres partis. Les débats des chefs ont lieu les 3 et 4 octobre et n'affectent pas grandement la situation des partis. Le moment le plus mémorable survient lorsque Lucien Bouchard interroge continuellement Campbell sur l'ampleur réelle du déficit dans le budget de 1993 ; Campbell évite la question. Les débats en français ont lieu le premier soir. Manning, qui ne parle pas français, lit une courte déclaration préparée au début et à la fin, mais ne participe pas au débat en tant que tel.

### Publicité sur Jean Chrétien
En octobre, les conservateurs se trouvent loin derrière les libéraux dans les sondages. Le consensus est que les libéraux sont en voie de former au moins un gouvernement minoritaire, et remporteraient probablement un gouvernement majoritaire sans mesures dramatiques pour renverser la situation. Même à ce moment, la popularité personnelle de Campbell dépasse celle de Chrétien. Les sondages indiquent qu'un nombre important d'électeurs libéraux ont une opinion négative de Chrétien. Croyant qu'il n'y a aucun autre moyen d'empêcher les libéraux de remporter une majorité, Gregg et Tory décident de lancer une série de publicités s'attaquant à Chrétien. La deuxième publicité, lancée en Ontario le 14 octobre, démontre le visage de Chrétien dans une pose peu flatteuse avec des commentaires tels que « J'aurais très honte s'il devenait premier ministre ». Beaucoup de gens perçoivent la publicité comme s'attaquant à la paralysie du visage de Chrétien, suscitant la colère de tous côtés, y compris de quelques candidats tory. Campbell ordonne que l'on retire la publicité moins de 24 heures après son lancement malgré les objections de Tory et Gregg. Toutefois, elle n'exprime pas d'excuses publiques et laisse passer sa chance de minimiser les dommages.
La publicité est le dernier clou dans le cercueil des tories. Leur niveau d'appui chute sous 20 %, assurant pratiquement l'élection d'un gouvernement libéral majoritaire. Chrétien tourne la situation à son avantage, comparant ses rivaux aux enfants qui se moquaient de lui lorsqu'il était enfant. Lors d'un discours en Nouvelle-Écosse, il dit : « Lorsque j'étais enfant, les gens se moquaient de moi. Mais je l'ai accepté parce que Dieu m'a donné d'autres qualités et je suis reconnaissant » La popularité de Chrétien monte en flèche, annulant le seul avantage que les conservateurs détenaient jusqu'alors sur lui.

### Soutiens de la presse
| Titre              | En 1988 | En 1988 | En 1993 | En 1993        |
| ------------------ | ------- | ------- | ------- | -------------- |
| Le Devoir          |         | PC      |         | Bloc           |
| Le Droit           |         | PC      |         | Libéral        |
| Le Soleil          |         | PC      |         | Aucun          |
| La Presse          |         | PC      |         | Libéral        |
| The Gazette        |         | PC      |         | Libéral        |
| The Globe and Mail |         | PC      |         | Libéral (min.) |
| Toronto Star       |         | Libéral |         | Libéral        |
| Financial Post     |         |         |         | PC             |

Les principaux titres de la presse anglophone et francophone du pays avait appuyé le gouvernement sortant progressiste-conservateur lors des élections précédentes. Au cours des élections de 1993 les titres anglophones et francophones fédéralistes appuient généralement le Parti libéral du Canada tandis que Le Devoir soutient le Bloc québécois nouvellement créé et que Le Soleil n'appuie explicitement aucun parti fédéral.

## Enjeux
L'enjeu principal de l'élection de 1993 est l'économie. Le pays est aux prises avec la récession de la fin des années 1980, et le chômage est particulièrement élevé. Le déficit budgétaire fédéral est également extrêmement élevé ; le Parti réformiste et le Parti progressiste-conservateur proposent tous deux de le réduire afin de retrouver une santé économique. Les réformistes proposent de couper dans les programmes fédéraux pour accomplir ce but, tandis que les progressistes-conservateurs sont moins précis dans leurs intentions. Les libéraux proposent également des coupures, centrant l'attention sur le projet dispendieux et impopulaire du gouvernement conservateur d'acheter de nouveaux hélicoptères pour remplacer la flotte vieillissante de Sea Kings. Ils promettent également de nouveaux programmes comme un programme limité de travaux publics et un programme national de service de garde. Le Parti réformiste présente un plan de Zéro en trois (Zero in Three) qui réduirait le déficit à zéro en trois ans. Les libéraux ont un plan beaucoup plus modeste de réduire le déficit à 3 % du PNB pour la fin de leur premier mandat. Tous les partis d'opposition promettent d'abolir la taxe sur les produits et services. Une fois élus, toutefois, les libéraux reviennent sur cette promesse, attisant la colère des Canadiens, et déclarent que les conservateurs avaient caché l'ampleur du déficit. À défaut de l'abolir, la taxe est remplacée par la taxe de vente harmonisée dans quelques provinces.
L'élection de 1988 s'était concentré presque uniquement sur l'accord de libre-échange avec les États-Unis (ALE) ; de façon semblable, l'élection de 1993 est précédé par l'accord de libre-échange nord-américain (ALENA). Les libéraux s'opposent à l'ALENA et promettent de tenter de renégocier l'ALE, mais ils n'en font pas un thème central de leur campagne. Le NPD concentre davantage sa campagne sur son opposition à l'ALENA, mais les Canadiens sentent majoritairement que le débat sur le libre-échange est désormais clos. Une fois au pouvoir, les libéraux ratifient l'ALENA sans grande opposition.
Le débat constitutionnel avait dominé le discours politique depuis des années, et l'échec de deux tentatives de réforme pousse la plupart des électeurs à vouloir une pause dans ce débat. Chrétien promet de ne pas rouvrir la constitution, et que tout changement sous les libéraux serait de nature graduelle et évolutive. Au Québec, l'élection est perçue comme un prélude à la prochaine élection provinciale et le référendum sur l'indépendance qui s'ensuivrait inévitablement.
Le Parti réformiste met de l'avant plusieurs propositions qui remettent en question le statu quo. Il propose des réformes importantes au système parlementaire canadien, tels que davantage de votes libres, de votes de destitution ainsi que la réforme du Sénat. Le parti prône également une réduction des taux d'immigration et un retrait de la politique de bilinguisme officiel.

## Financement
L'élection se déroule sous la Loi sur les dépenses électorales de 1974, qui oblige les partis à divulguer la plupart des dons politiques, mais place très peu de limites sur le montant des dons et leurs sources. Les dons individuels jusqu'à 1150 $ sont encouragés et reçoivent un crédit d'impôt. Les conservateurs disposent du plus gros budget, dépensant 10,4 millions de dollars sur leur campagne nationale ; les libéraux dépensent 9,9 millions de dollars, tandis que le NPD dépense 7,4 millions de dollars. Le Bloc et le Parti réformistes dépensent beaucoup moins, dépensant moins de 2 millions de dollars chacun sur leurs campagnes nationaux. Toutefois, ces chiffres peuvent induire en erreur ; en effet, les dépenses totales réelles sont en fait beaucoup plus élevées, puisque chaque candidat local ramasse également des fonds importants indépendamment de la campagne nationale de son parti. Également, à cette époque, il n'est pas obligatoire de divulguer certaines dépenses importantes, comme le coût des sondages et de la collecte de fonds.
Les différents partis prennent leurs fonds de sources différentes. Dans l'année de l'élection, les deux partis traditionnels (les libéraux et les conservateurs) ont tous deux amassé environ 60 % de leurs fonds par des dons d'entreprises et le restant par des dons individuels. Pour le NPD, la moitié de leurs fonds proviennent de dons individuels et environ le tiers des syndicats ouvriers. Le Parti réformiste compte presque entièrement sur des dons individuels, avec seulement 12 % provenant des entreprises. Le Bloc québécois s'appuie également presque entièrement sur des dons individuels ; sa charte interdit les dons des entreprises. C'est le NPD qui a de loin le plus grand nombre de donateurs, avec 65 000 donateurs différents ; toutefois, la moyenne des dons n'est que de 80 $. Par contraste, les 45 000 donateurs conservateurs ont donné en moyenne 200 $ chacun.
Les libéraux recouvrent rapidement leurs dépenses électorales une fois au pouvoir. Les libéraux détiennent un avantage substantiel sur le financement pour les deux prochaines élections, puisqu'ils jouissent de la majorité des dons politiques faites par des entreprises après l'effondrement du Parti progressiste-conservateur. Jusqu'en 2003, quand Jean Chrétien fait adopter une loi qui interdit les dons d'entreprises et les remplace par des subventions du fédéral à chaque parti selon le nombre de votes recueillis, les libéraux ne voient pas la nécessité de développer un large réseau de financement populaire comme les autres partis.
Le Bloc et le Parti réformiste avaient peu dépensé durant la campagne, et reçoivent aussi davantage d'appuis une fois leur position importante au parlement établie. Un des grands succès du Parti réformiste a été le développement de son vaste réseau de financement populaire, qui profite encore aujourd'hui à son descendant, le Parti conservateur du Canada.
Les néo-démocrates et les conservateurs rencontrent des problèmes supplémentaires après le scrutin. Le NPD se retrouve sérieusement endetté, mais parvient à recouvrir certaines de ses dépenses en vendant leur quartier général à Ottawa à l'ambassade d'Ukraine. Les conservateurs, malgré avoir mis les freins aux dépenses dans la dernière partie de la campagne, se retrouvent endettés de 7,5 millions $ à la fin de l'élection, un fardeau qui les suivra pendant des années. Cette lourde dette rend difficile la capacité du parti à faire campagne lors d'élections subséquentes et constitue un facteur ayant contribué à la fusion éventuelle en 2003 avec l'Alliance canadienne, le successeur du Parti réformiste.

## Partis mineurs
Quatorze partis enregistrés participent à l'élection, un record au Canada. Jackson et Jackson estiment que la prolifération des partis mineurs est une conséquence directe des mouvements politiques à enjeu unique qui étaient apparus au Canada dans les années 1980. Par exemple, les mouvements environnementalistes, pro-vie et anti-libre-échange ont tous leurs partis associés. Chaque candidat doit faire un dépôt de 1 000 $, une augmentation de 200 $ depuis l'élection précédente. Si le candidat ne remportait pas 15 % du vote (ce qu'aucun des partis mineurs ne parvient à faire) les dépôts sont forfaits. Les partis nommant plus de 50 candidats sont reconnus comme partis officiels et, plus important, reçoivent des subventions du gouvernement pour la publicité. Les partis mineurs ne sont pas invités au débat des chefs, ce que Mel Hurtig du Parti national du Canada conteste avec véhémence. Il y a eu un début entre les chefs de sept des partis mineurs le 5 octobre, diffusé sur CBC Newsworld. Le Parti national et le Parti de la loi naturelle n'y participent pas.
La plupart de ces petits partis n'ont aucune chance de remporter un siège. Le Parti national fait figure d'exception. Fondé par Mel Hurtig, un nationaliste notoire, il fait campagne sur une plateforme fortement nationaliste axé sur l'opposition à l'Accord de libre-échange nord-américain (ALENA). Le parti présente 171 candidats, et pour un certain temps les sondages laissent entendre qu'il pourrait avoir un certain impact. Toutefois, le parti ne réussit pas à s'imposer et se dissout après l'élection. Un autre parti mineur important est le Parti de la loi naturelle. Lié à Maharishi Mahesh Yogi, le parti prône la lévitation transcendantale comme solution à la plupart des maux au Canada. Il présente 231 candidats, dépassant certains des partis majeurs. Sa campagne s'accompagne également d'une campagne publicitaire de plusieurs millions de dollars, et réussit à attirer l'attention des médias. Certains accusent le parti de n'être qu'une stratégie de marketing subventionnée pour les centres de lévitation logiques. Parmi les autres partis mineurs, notons le Parti libertarien, le Parti marxiste-léniniste et le Parti de l'héritage chrétien, principalement motivé par une opposition à l'avortement. L'élection est également contestée par trois petits partis prônant une réforme radicale du système monétaire : Le Parti Canada, le Parti abolitionniste et le Parti pour le commonwealth du Canada, formé par les partisans du politicien américain Lyndon LaRouche.
Cette élection est également la dernière où le Parti du Crédit social tente de présenter des candidats. Le parti est en déclin depuis la défaite de son dernier député dans l'élection de 1980, et est maintenant dirigé par le prédicateur fondamentaliste Ken Campbell (en). Toutefois, le parti ne réussit pas à nommer au moins 50 candidats et est dés-enregistré par Élections Canada.

## Sondages
| Intentions de votes pendant la 34e législature du Canada                                              |  |
| |  |
| - Parti progressiste-conservateur - Parti libéral du Canada - NPD - Bloc québécois - Parti réformiste |  |
| (1) marque l'annonce de la démission du premier ministre Brian Mulroney                               |  |

## Résultats

### Partis

#### Progressistes-conservateurs

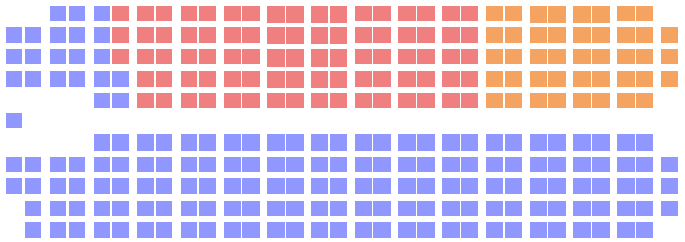
La distribution des sièges à la Chambre des communes après l'élection de 1988. Le bleu représente les progressiste-conservateurs, le rouge les libéraux et l'orange les néo-démocrates.

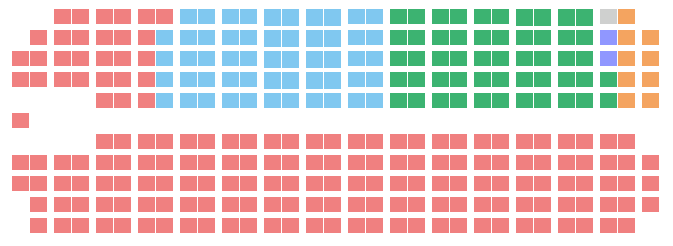
La Chambre des communes après l'élection de 1993. Les deux nouveaux partis sont représentés en vert pour les réformistes et en bleu ciel pour le Bloc.

L'élection est un désastre complet pour le plus ancien parti politique au Canada, qui subit la pire défaite pour un parti au pouvoir au niveau fédéral dans l'histoire du Canada. Leur part des suffrages tombe de 43 % à 16 %. Des 151 sièges qu'ils détenaient avant l'élection, ils n'en conservent que 2, dépassant de loin la perte de 95 sièges des libéraux lors de l'élection de 1984.
Campbell est défaite dans sa circonscription de Vancouver par la libérale Hedy Fry — seulement la troisième fois dans l'histoire canadienne qu'un premier ministre perd simultanément une élection générale et son siège (c'est arrivé à deux reprises à Arthur Meighen, en 1921 et 1926). Tous les autres membres du conseil des ministres sont défaits, à l'exception de Jean Charest qui est réélu dans sa circonscription québécoise de Sherbrooke ; il est également à noter que plusieurs ministres importants tels que Michael Wilson, Don Mazankowski, Joe Clark, Benoit Bouchard et John Crosbie n'étaient pas candidats à la réélection.  Seule une autre députée progressiste-conservatrice est élue : Elsie Wayne, la populaire mairesse de Saint-Jean (Nouveau-Brunswick). Gilles Bernier, qui avait siégé pour deux mandats en tant que député progressiste-conservateur de Beauce (Québec) est également réélu, mais est obligé de se présenter comme candidat indépendant après que Kim Campbell lui eut interdit de se présenter sous la bannière progressiste-conservatrice à cause d'allégations de fraude.
Les progressistes-conservateurs remportent plus de 2 millions de voix individuelles, presque autant que le Parti réformiste et beaucoup plus que le Bloc ou le NPD. Toutefois, ces voix sont dispersés à travers le pays et pas concentrées à suffisamment d'endroits pour donner des sièges. Par exemple, ils sont exclus de l'Ontario pour la première fois de l'histoire du parti. L'ancienne circonscription de Mulroney, Charlevoix, tombe aux mains du bloquiste Gérard Asselin par une marge énorme ; le candidat conservateur ne reçoit que 6800 voix. Dans l'Ouest canadien, leurs appuis migrent vers le Parti réformiste, à peu d'exceptions près ; au Québec, leurs appuis se partagent entre les libéraux et le Bloc. De plus, 147 candidats progressistes-conservateurs ne réussissent pas à remporter 15 % des voix et perdent ainsi leurs dépôts, ne se qualifiant pas non plus pour des fonds d'Élections Canada. Le parti se retrouve donc terriblement endetté. Sans statut officiel de parti, les progressistes-conservateurs ne se qualifient pas non plus pour des fonds de recherche et leur rôle aux communes est considérablement réduit.

#### Libéraux
Les libéraux remportent tous les sièges à Terre-Neuve-et-Labrador, en Nouvelle-Écosse et à l'Île-du-Prince-Édouard ; seule la victoire d'Elsie Wayne au Nouveau-Brunswick empêche leur balayage complet du Canada atlantique. Ils remportent tous les sièges sauf un en Ontario ; seule une défaite de 123 voix aux mains du Parti réformiste dans Simcoe-Centre les empêche de faire le premier balayage complet de la plus grande province canadienne par un seul parti. L'Ontario remplace le Québec comme principal bastion de soutien au Parti libéral ; même après leur défaite en 2006, les libéraux remportent tout de même la plupart des sièges en Ontario.
Dans l'Ouest, les libéraux dominent le Manitoba, remportant tous les sièges sauf deux. Ils remportent également des sièges en Alberta pour la première fois depuis 1968 (Anne McLellan dans Edmonton-Nord-Ouest, John Loney dans Edmonton-Nord et Judy Bethel dans Edmonton-Est). Les libéraux conservent également l'unique siège albertain qu'ils détenaient avant le déclenchement de l'élection, obtenue en 1990 lorsque David Kilgour a fait défection du Parti progressiste-conservateur.
Toutefois, les libéraux ne réussissent pas à regagner leur ancienne position de dominance au Québec même s'ils ont un Québécois à leur tête. Ceci s'explique en partie par l'opposition du très fédéraliste Chrétien à l'accord du lac Meech, qui fut révélé lorsque Paul Martin, son rival à l'investiture du parti, le presse sur cette question en 1990. La réputation de Chrétien est endommagée de façon permanente dans sa province natale. Les libéraux dominent dans la région de Montréal (la plus grande concentration d'anglophones dans la province), mais ne remportent que 4 sièges hors de cette région. Un de ces sièges appartient à Chrétien, qui est élu dans Saint-Maurice, une circonscription fortement nationaliste (il avait précédemment représenté cette circonscription de 1963 à 1986 ; il avait représenté Beauséjour, au Nouveau-Brunswick, depuis son retour aux communes en 1990).
Les libéraux ne réussissent pas aussi bien que prévu en Colombie-Britannique, remportant peu de sièges à l'extérieur de Vancouver. Même avec ces déceptions, les libéraux remportent 177 sièges — la troisième meilleure performance de leur histoire, et la meilleure depuis leur record de 190 sièges en 1949. Ils remportent une majorité écrasante aux communes ; aucun autre parti ne dépasse la barre de 60 sièges.

#### Bloc québécois
Le Bloc remporte 54 sièges, remportant près de la moitié des voix au Québec et faisant un balayage quasi complet des circonscriptions à majorité francophone. C'est le meilleur résultat pour un tiers parti depuis l'élection de 1921 quand le Parti progressiste avait remporté 60 sièges. Malgré n'avoir présenté des candidats qu'au Québec, leur résultat solide dans cette province et la fragmentation du vote dans le reste du pays fait d'eux l'Opposition officielle en tant que deuxième parti en importance aux communes. Même avec 123 sièges de moins que les libéraux, le résultat est tout de même impressionnant étant donné que le Bloc n'a été formé que trois ans auparavant. Ce résultat met également fin aux questionnements quant à sa viabilité électorale.

#### Parti réformiste
Le Parti réformiste réussit une percée majeure, héritant de la presque totalité des appuis des progressistes-conservateurs dans l'Ouest canadien. Le parti remporte tous les sièges sauf 4 en Alberta et domine également la Colombie-Britannique. Ils remportent également 4 sièges en Saskatchewan et un siège au Manitoba. Il aurait probablement remporté plus de sièges dans ces deux dernières province n'eut été d'une vague d'appui aux libéraux.
Toutefois, l'agenda du Parti réformiste paraît trop extrême au goût de la plupart des Canadiens à l'est du Manitoba. Le Parti réformiste a des niveaux d'appuis importants dans les régions rurales du centre de l'Ontario — la base des gouvernements conservateurs provinciaux du passé. Toutefois, une division du vote avec les tories permet aux libéraux de remporter des victoires même dans cette région fortement socioconservatrice. Ils parviennent quand même à remporter Simcoe-Centre — leur seule victoire à l'est du Manitoba à vie — mais par la marge extrêmement mince de 123 voix sur les libéraux. Ils sont exclus du Canada atlantique et ne présentent aucun candidat au Québec.
La forte concentration d'appuis dans l'Ouest donne 52 sièges aux réformistes. Toutefois, la concentration du Bloc au Québec est un peu plus grande ; il manque donc trois sièges pour que Preston Manning devienne chef de l'Opposition. Malgré cela, l'élection est un succès retentissant pour un parti qui n'avait remporté que 2,1 % du vote à l'échelle nationale lors de l'élection précédente. D'un seul coup, le Parti réformiste avait remplacé le Parti progressiste-conservateur en tant que parti majeur de la droite au Canada (malgré sa quasi inexistence à l'est du Manitoba) et remplace le NPD comme véhicule principal du mécontentement des Canadiens de l'Ouest.

#### Nouveau Parti démocratique
De tous les partis majeurs, le NPD remporte le plus petit nombre de voix, et seulement neuf sièges — trois de moins que le minimum requis pour le statut officiel de parti. C'est une dégringolade importante de son record électoral en 1988. Les députés qui sont élus le sont dans des circonscriptions très divisées, principalement dans le territoire traditionnel de l'Ouest canadien du parti. En moyenne, les députés néo-démocrates élus ne récoltent que 35,1 % des voix dans leurs circonscriptions. Le NPD ne conserve que 34,99 % des votes reçus en 1988, encore moins que les 38,58 % retenus par les progressistes-conservateurs.
Le NPD perd des appuis à plusieurs endroits. Une raison importante est l'impopularité des gouvernements néo-démocrates provinciaux dirigés par Bob Rae en Ontario et Michael Harcourt en Colombie-Britannique, qui font souffrir leurs homologues fédéraux. En 1988, le sommet atteint par le NPD fédéral avait été un atout majeur qui a contribué au succès de leurs homologues au niveau provincial ; toutefois, ces derniers désillusionnent rapidement les électeurs à cause des récessions et des scandales. Conséquemment, les néo-démocrates fédéraux sont décimées dans ces deux provinces ; ils perdent leurs 10 députés ontariens et tous leurs députés britanno-colombiens sauf deux. Le NPD ontarien est rondement défait en 1995, tandis que le NPD britanno-colombien réussit à se maintenir au pouvoir lors de l'élection de 1996 (ils sont toutefois pratiquement anéantis en 2001).
Le NPD est également handicapé, indirectement, par l'effondrement du vote conservateur à travers le pays. Le souvenir de la division du vote en 1988 (un facteur important ayant contribué à la victoire des progressistes-conservateurs dans cette élection) et la protestation généralisée contre Mulroney pousse beaucoup d'électeurs néo-démocrates à voter libéral pour assurer la défaite des conservateurs, même s'il est évident rendu en octobre que Chrétien serait premier ministre. De ceux qui avaient voté NPD en 1988, 27 % ont transféré leur vote aux libéraux.
Presque autant d'électeurs néo-démocrates migrent plutôt vers le Parti réformiste. Malgré les grandes différences idéologiques, le populisme des réformistes frappe une corde sensible chez plusieurs partisans du NPD. Vingt-quatre pour cent de ceux ayant voté NPD en 1988 ont transféré leur vote au Parti réformiste.
Le NPD n'avait jamais été une force électorale au Québec, mais ils bénéficiaient de l'appui de ceux qui refusaient de voter pour l'un des deux partis majeurs traditionnels. Ces électeurs se sont retrouvés chez le Bloc québécois pour la plupart (14 % d'électeurs NPD ont appuyé le Bloc en 1993). Le NPD perd son seul siège dans la province, remporté lors d'une élection partielle.

### Dans le pays
Cette élection, comme toute autre élection canadienne, se déroule selon le mode de scrutin uninominal majoritaire à un tour, les pays étant divisé en 295 circonscriptions électorales (parfois appelés comtés) élisant chacune un député à la Chambre des communes. Les électeurs votent pour un candidat dans leur circonscription et le candidat avec le plus grand nombre de voix est élu député pour cette circonscription. Le parti faisant élire le plus grand nombre de candidats forme le gouvernement, son chef devenant Premier ministre du Canada et certains de ses députés nommés au conseil des ministres.
Pour la liste complète des députés élus lors de l'élection de 1993, voir l'article 35e législature du Canada.
|                                                                                 |                           |                     |                     |        |             |        |          |               |         |          |
| Parti                                                                           | Parti                     | Chef                | Nombre de candidats | Sièges | Sièges      | Sièges | Sièges   | Voix          | Voix    | Voix     |
| Parti                                                                           | Parti                     | Chef                | Nombre de candidats | 1988   | Dissolution | Élus   | % Diff.  | Nombre absolu | %       | Diff.    |
|                                                                                 | Libéral                   | Jean Chrétien       | 295                 | 83     | 79          | 177    | +113,8 % | 5 647 952     | 41,24 % | + 9,32 % |
|                                                                                 | Bloc québécois            | Lucien Bouchard     | 75                  | *      | 8           | 54     | *        | 1 846 024     | 13,52 % | *        |
|                                                                                 | Réformiste                | Preston Manning     | 207                 | -      | 1           | 52     |          | 2 559 245     | 18,69 % | +16,59 % |
|                                                                                 | NPD                       | Audrey McLaughlin   | 294                 | 43     | 43          | 9      | -79,1 %  | 939 575       | 6,88 %  | -13,50 % |
|                                                                                 | Progressiste-conservateur | Kim Campbell        | 295                 | 169    | 151         | 2      | -98,8 %  | 2 186 422     | 16,04 % | -26,97 % |
|                                                                                 | Indépendant               | Indépendant         | 129                 | -      | 3           | 1      |          | 60 434        | 0,73 %  | +0,56 %  |
|                                                                                 | National                  | Mel Hurtig          | 170                 | *      | -           | -      | *        | 187 251       | 1,38 %  | *        |
|                                                                                 | Loi naturelle             | Neil Paterson       | 231                 | *      | -           | -      | *        | 84 743        | 0,63 %  | *        |
|                                                                                 | Vert                      | Chris Lea           | 79                  | -      | -           | -      | -        | 32 690        | 0,24 %  | -0,12 %  |
|                                                                                 | Héritage chrétien         | Heather Stilwell    | 59                  | -      | -           | -      | -        | 30 455        | 0,22 %  | -0,55 %  |
|                                                                                 | Libertarien               | Hilliard Cox        | 52                  | -      | -           | -      | -        | 14 630        | 0,11 %  | -0,14 %  |
|                                                                                 | Abolitionniste            | John C. Turmel      | 80                  | *      | -           | -      | *        | 9 141         | 0,07 %  | *        |
|                                                                                 | Parti Canada              | Joseph Thauberger   | 56                  | *      | -           | -      | *        | 7 506         | 0,06 %  | *        |
|                                                                                 | Commonwealth              | Gilles Gervais      | 59                  | -      | -           | -      | -        | 7 316         | 0,06 %  | -        |
|                                                                                 | Marxiste-léniniste        | Hardial Bains       | 51                  | -      | -           | -      | -        | 5 136         | 0,04 %  | +0,04 %  |
|                                                                                 | Aucune appartenance       | Aucune appartenance | 23                  | -      | -           | -      | -        | 48 959        | 0,09 %  | -0,10 %  |
|                                                                                 | Vacant                    | Vacant              | Vacant              | Vacant | 4           |        |          |               |         |          |
| Total                                                                           | Total                     | Total               | 2 155               | 295    | 295         | 295    |          | 13 667 671    | 100 %   |          |
| Sources : http://www.elections.ca — Historique des circonscriptions depuis 1867 |                           |                     |                     |        |             |        |          |               |         |          |

Notes :
* N'a pas présenté de candidats lors de l'élection précédente.
"Diff." réfère au changement depuis l'élection précédente.

### Par province
| Parti                                 | Parti                     | Parti          | C-B  | AB   | SK   | MB   | ON   | QC   | N-B  | N-É  | ÎPE  | TNL  | TNO  | YK   | Total |
| ------------------------------------- | ------------------------- | -------------- | ---- | ---- | ---- | ---- | ---- | ---- | ---- | ---- | ---- | ---- | ---- | ---- | ----- |
|                                       | Libéral                   | Sièges :       | 6    | 4    | 5    | 12   | 98   | 19   | 9    | 11   | 4    | 7    | 2    |      | 177   |
|                                       | Libéral                   | Voix (%) :     | 28,1 | 25,1 | 32,1 | 45,0 | 52,9 | 33,0 | 56,0 | 52,0 | 60,1 | 67,3 | 73,0 | 23,2 | 41,3  |
|                                       | Bloc québécois            | Sièges :       |      |      |      |      |      | 54   |      |      |      |      |      |      | 54    |
|                                       | Bloc québécois            | Voix (%) :     |      |      |      |      |      | 49,3 |      |      |      |      |      |      | 13,5  |
|                                       | Réformiste                | Sièges :       | 24   | 22   | 4    | 1    | 1    |      |      |      |      |      |      |      | 52    |
|                                       | Réformiste                | Voix (%) :     | 36,4 | 52,3 | 27,2 | 22,4 | 20,1 |      | 8,5  | 13,3 | 1,0  | 1,0  | 6,1  | 13,1 | 18,7  |
|                                       | NPD                       | Sièges :       | 2    |      | 5    | 1    |      |      |      |      |      |      |      | 1    | 9     |
|                                       | NPD                       | Voix (%) :     | 15,5 | 4,1  | 26,6 | 16,7 | 6,0  | 1,5  | 4,9  | 6,8  | 5,2  | 3,5  | 6,0  | 43,4 | 6,9   |
|                                       | Progressiste-conservateur | Sièges :       |      |      |      |      |      | 1    | 1    |      |      |      |      |      | 2     |
|                                       | Progressiste-conservateur | Voix (%) :     | 13,5 | 14,6 | 11,3 | 11,9 | 17,6 | 13,5 | 27,9 | 23,5 | 32,0 | 26,7 | 12,7 | 17,7 | 16,0  |
|                                       | Autre                     | Sièges :       |      |      |      |      |      | 1    |      |      |      |      |      |      | 1     |
|                                       | Autre                     | Voix (%) :     | 0,3  | 0,4  | 1,0  | 0,1  | 0,8  | 1,1  | 1,3  | 2,1  |      |      |      |      | 0,8   |
| Total sièges :                        | Total sièges :            | Total sièges : | 32   | 26   | 14   | 14   | 99   | 75   | 10   | 11   | 4    | 7    | 2    | 1    | 295   |
| Partis n'ayant remporté aucun siège : |                           |                |      |      |      |      |      |      |      |      |      |      |      |      |       |
|                                       | National                  | Voix (%) :     | 4,1  | 2,4  | 1,0  | 3,1  | 1,2  | 0,1  | 0,3  | 1,1  | 0,5  | 0,5  |      | 2,1  | 1,4   |
|                                       | Loi naturelle             | Voix (%) :     | 0,6  | 0,6  | 0,3  | 0,4  | 0,5  | 0,8  | 0,5  | 0,9  | 0,2  | 0,8  | 0,9  | -    | 0,6   |
|                                       | Vert                      | Voix (%) :     | 0,7  | 0,3  |      |      | 0,3  | 0,1  |      | 0,1  | 0,3  |      | 1,4  |      | 0,2   |
|                                       | Héritage chrétien         | Voix (%) :     | 0,4  | 0,2  | 0,2  | 0,3  | 0,3  |      | 0,3  | 0,3  | 0,7  | 0,2  |      | 0,4  | 0,2   |
|                                       | Libertarien               | Voix (%) :     | 0,3  |      |      |      | 0,2  | 0,1  |      |      |      |      |      |      | 0,1   |
|                                       | Abolitionniste            | Voix (%) :     |      |      |      |      | 0,1  | 0,2  |      |      |      |      |      |      | 0,1   |
|                                       | Parti Canada              | Voix (%) :     | 0,1  | 0,1  | 0,3  | 0,3  |      |      | 0,3  |      |      |      |      |      | 0,1   |
|                                       | Commonwealth              | Voix (%) :     |      |      |      |      |      | 0,2  |      |      |      |      |      |      | 0,1   |
|                                       | Marxiste-léniniste        | Voix (%) :     |      |      |      |      | 0,1  |      |      |      |      |      |      |      | 0,0   |

### 10 circonscriptions les plus serrées
1. Edmonton-Nord-Ouest, AB : Anne McLellan (lib.) défait Richard Kayler (réf.) par 12 voix 

2. Bourassa, QC : Osvaldo Núñez (BQ) défait Denis Coderre (lib.) par 67 voix

3. Edmonton-Nord, AB : John Loney (lib.) défait Ron Mix (réf.) par 83 voix

4. Simcoe-Centre, ON : Ed Harper (réf.) défait Janice Laking (lib.) par 123 voix

5. Edmonton-Est, AB : Judy Bethel (lib.) défait Linda Robertson (réf.) par 203 voix

6. Winnipeg Transcona, MB : Bill Blaikie (NPD) défait Art Miki (lib.) par 219 voix

7. Moose Jaw—Lake Centre, SK : Allan Kerpan (réf.) défait Rod Laporte (NPD) par 310 voix

8. Edmonton—Strathcona, AB : Hugh Hanrahan (réf.) défait Chris Peirce (lib.) par 418 voix

9. La Prairie, QC : Richard Bélisle (BQ) défait Jacques Saada (lib.) par 476 voix

10. Souris—Moose Mountain, SK : Bernie Collins (lib.) défait Doug Heimlick (réf.) par 499 voix

10. Verdun—Saint-Paul, QC : Raymond Lavigne (lib.) défait Kim Beaudoin (BQ) par 499 voix

## Legs
L'élection de 1993 mène à un bouleversement majeur en politique canadienne. Depuis la confédération de 1867, le Canada avait été un système à deux partis, les libéraux et les conservateurs s'alternant au pouvoir. Depuis les années 1920 il y avait également eu un ou plusieurs tiers partis à la Chambre des communes. Aucun de ces partis n'a jamais réussi à prendre le pouvoir, ni même s'en approcher. Seul le NPD avait eu un succès à long terme, réussissant à détenir la balance du pouvoir dans les gouvernements minoritaires des années 1960 et 1970.
L'élection de 1993 change fondamentalement cet arrangement. À cause de la distribution des sièges à la Chambre des communes, il est impossible de former un gouvernement majoritaire, et très difficile de former un gouvernement minoritaire, sans des appuis substantiels en Ontario et/ou au Québec. Les libéraux étaient le seul parti avec une base solide dans ces deux provinces, faisant d'eux le seul parti en mesure de former un gouvernement. Les libéraux dominent la politique canadienne pour la prochaine décéennie, conservant presque tous ces circonscriptions ontariennes et faisant également des gains au Québec. Ils ne feraient pas face à une opposition sérieuse avant 2004, lorsque le scandale des commandites et les guerres internes du parti les réduisent à un gouvernement minoritaire ; tout de même, leur forteresse ontarienne leur permet de demeurer le premier parti en importance aux communes. Bien que le parti soit défait en 2006, il conserve tout de même la majorité des sièges en Ontario.
L'opposition est divisée entre quatre partis, et pour la toute première fois, le parti formant l'opposition officielle ne détient pas la majorité des sièges d'opposition. Il est également ironique que « Opposition Loyale de Sa Majesté » est formée par un parti indépendantiste. Certains analystes politiques estiment que la nouvelle législature contenant cinq partis est un exemple de système multipartite. D'autres, faisant valoir qu'aucun parti à part les libéraux n'a de chance réaliste de former le gouvernement, estiment au contraire que le Canada est devenu un système à parti unique.
En décembre 1993, Kim Campbell démissionne de son poste de chef du Parti progressiste-conservateur et est remplacée par Jean Charest, le seul membre du conseil des ministres à avoir conservé son siège. Sous Charest, ils connaissent un rebondissment en récoltant 20 sièges dans l'élection de 1997. Toutefois, ils ne retrouvent jamais leur position précédente en politique canadienne. Malgré le bref retour de Joe Clark en tant que chef en 1998, ils sont réduits à un croupion dans les Provinces atlantiques et au Québec, remportant seulement 2 sièges en dehors de cette région dans les deux élections suivantes. C'est le comble de l'ironie, considérant qu'après la déroute des libéraux par les conservateurs en 1984, beaucoup de gens estimaient que le Parti libéral suivrait son homologue britannique et sombrerait dans l'oubli.
Le Parti réformiste forme l'Opposition officielle après l'élection de 1997. Bien que le Parti réformiste soit devenu la voix principale de la droite au Canada, il est considéré comme étant trop extrême par la plupart des Ontariens et a donc peu de chances de déloger les libéraux. Il est également handicapé au Québec par l'unilinguisme anglais de Preston Manning. En 2000, le parti se dissout dans l'Alliance canadienne, mais même alors il ne réussit qu'à remporter deux sièges hors de sa base de l'Ouest canadien (les deux en Ontario).
En 2003, l'Alliance canadienne sous Stephen Harper et le Parti progressiste-conservateur sous Peter MacKay s'entendent pour fusionner pour créer le nouveau Parti conservateur du Canada. Le nouveau parti, mené par Harper, réussit à réduire les libéraux à un gouvernement minoritaire en 2004 en tirant profit du scandale des commandites, bien qu'il ne réussisse pas à retrouver les niveaux d'appuis combinés des tories et de l'Alliance canadienne en 2000. Toutefois, en 2006, il réussit à former son premier gouvernement, minoritaire, avec Harper au poste de premier ministre, seulement deux ans après la fusion. Une clé de sa victoire a été sa progression dans l'est du pays ainsi que des distances prises par rapport à son legs du Parti réformiste, remportant un nombre important de sièges en Ontario et faisant une percée au Québec.
Le NPD reprend également du gallon, retrouvant son statut officiel de parti en 1997. Toutefois, il faut attendre un autre décennie pour que le parti retrouve les mêmes niveaux d'appui dont il jouïssait dans les années 1980. Comme en 1993, la division du vote fait mal au NPD lors des élections de 2000 et 2004. Bien qu'ils aient servi à appuyer le gouvernement minoritaire libéral après l'élection de 2004, le NPD prend ses distances face aux libéraux, s'unissant aux deux autres partis d'opposition pour faire tomber le gouvernement et forcer le déclenchement de l'élection de 2006, lors duquel le NPD réussit à faire des gains importants. Le parti parviendra néanmoins à se hisser au rang d'opposition officielle après avoir effectué une percée spectaculaire au Québec lors de l'élection de 2011.
Le Bloc québécois ne réussit pas à pousser l'option souverainiste à la victoire lors du référendum de 1995 au Québec et perd également son statut d'Opposition officielle dans l'élection de 1997 ; il essuie des pertes supplémentaires en 2000. Toutefois, il demeure une présence importante à la Chambre des communes et connaît une poussée grâce au scandale des commandites. Le parti parvient presque à égaler les voix récoltées en 2004, mais subit des pertes au profit de la resurgence du Parti conservateur en 2006. Le 2 mai 2011, jour d'élections générales au Canada, le Bloc est pratiquement rayé de la carte, avec seulement 4 députés. Devant une telle défaite, le chef Gilles Duceppe annonce sa démission le soir de l'élection. Aux élections de 2015 Gilles Duceppe redevient chef et réussit à faire élire 10 députés pour le Bloc.